# SN 2005bg
SN 2005bg – supernowa typu Ia odkryta 28 marca 2005 roku w galaktyce M+03-31-93. W momencie odkrycia miała maksymalną jasność 16,20m.